# Pagipsylla galliralli
Pagipsylla galliralli är en loppart som först beskrevs av Smit 1965.  Pagipsylla galliralli ingår i släktet Pagipsylla och familjen Pygiopsyllidae. Inga underarter finns listade i Catalogue of Life.